# Saint-Satur
Saint-Satur és un municipi francès, situat al departament de Cher i a la regió de Centre – Vall del Loira. L'any 2007 tenia 1.657 habitants.

## Demografia

### Població
El 2007 la població de fet de Saint-Satur era de 1.657 persones. Hi havia 726 famílies, de les quals 251 eren unipersonals (77 homes vivint sols i 174 dones vivint soles), 224 parelles sense fills, 197 parelles amb fills i 54 famílies monoparentals amb fills.
La població ha evolucionat segons el següent gràfic:
Habitants censats

### Habitatges
El 2007 hi havia 997 habitatges, 734 eren l'habitatge principal de la família, 150 eren segones residències i 114 estaven desocupats. 875 eren cases i 117 eren apartaments. Dels 734 habitatges principals, 495 estaven ocupats pels seus propietaris, 230 estaven llogats i ocupats pels llogaters i 9 estaven cedits a títol gratuït; 9 tenien una cambra, 54 en tenien dues, 155 en tenien tres, 232 en tenien quatre i 284 en tenien cinc o més. 530 habitatges disposaven pel capbaix d'una plaça de pàrquing. A 367 habitatges hi havia un automòbil i a 248 n'hi havia dos o més.

### Piràmide de població
La piràmide de població per edats i sexe el 2009 era:
| Homes | Edats   | Dones |
| ----- | ------- | ----- |
| 0     | 95 o +  | 12    |
| 8     | 90 a 94 | 12    |
| 16    | 85 a 89 | 24    |
| 8     | 80 a 84 | 20    |
| 48    | 75 a 79 | 52    |
| 64    | 70 a 74 | 60    |
| 52    | 65 a 69 | 56    |
| 48    | 60 a 64 | 72    |
| 40    | 55 a 59 | 40    |
| 52    | 50 a 54 | 40    |
| 68    | 45 a 49 | 56    |
| 40    | 40 a 44 | 60    |
| 60    | 35 a 39 | 60    |
| 48    | 30 a 34 | 40    |
| 44    | 25 a 29 | 52    |
| 24    | 20 a 24 | 40    |
| 64    | 15 a 19 | 44    |
| 88    | 10 a 14 | 48    |
| 52    | 5 a 9   | 52    |
| 40    | 0 a 4   | 44    |

## Economia
El 2007 la població en edat de treballar era de 962 persones, 701 eren actives i 261 eren inactives. De les 701 persones actives 633 estaven ocupades (343 homes i 290 dones) i 68 estaven aturades (31 homes i 37 dones). De les 261 persones inactives 109 estaven jubilades, 81 estaven estudiant i 71 estaven classificades com a «altres inactius».

### Ingressos
El 2009 a Saint-Satur hi havia 764 unitats fiscals que integraven 1.625 persones, la mediana anual d'ingressos fiscals per persona era de 17.157 €.

### Activitats econòmiques
Dels 140 establiments que hi havia el 2007, 2 eren d'empreses extractives, 7 d'empreses alimentàries, 7 d'empreses de fabricació d'altres productes industrials, 16 d'empreses de construcció, 31 d'empreses de comerç i reparació d'automòbils, 4 d'empreses de transport, 17 d'empreses d'hostatgeria i restauració, 4 d'empreses d'informació i comunicació, 9 d'empreses financeres, 1 d'una empresa immobiliària, 13 d'empreses de serveis, 16 d'entitats de l'administració pública i 13 d'empreses classificades com a «altres activitats de serveis».
Dels 44 establiments de servei als particulars que hi havia el 2009, 1 era una oficina de correu, 4 oficines bancàries, 1 funerària, 2 tallers de reparació d'automòbils i de material agrícola, 1 taller d'inspecció tècnica de vehicles, 1 autoescola, 2 paletes, 2 guixaires pintors, 5 lampisteries, 4 electricistes, 5 perruqueries, 3 veterinaris, 1 agència de treball temporal, 9 restaurants, 1 agència immobiliària, 1 tintoreria i 1 saló de bellesa.
Dels 16 establiments comercials que hi havia el 2009, 1 era un hipermercat, 1 un supermercat, 4 fleques, 2 carnisseries, 2 llibreries, 2 botigues de roba, 1 una botiga de roba i 3 floristeries.
L'any 2000 a Saint-Satur hi havia 11 explotacions agrícoles que ocupaven un total de 72 hectàrees.

## Equipaments sanitaris i escolars
Els 2 equipaments sanitaris que hi havia el 2009 eren farmàcies.
El 2009 hi havia 1 escola maternal i 1 escola elemental.

## Poblacions més properes
El següent diagrama mostra les poblacions més properes.